# Yaghistan
Yaghsitan (Vùng đất của Phiến quân) là một khu vực biên giới quan trọng giữa Afghanistan và Ấn Độ thuộc Anh. Đây vốn là nơi các bộ lạc Pashtun sinh sống ở hai bên ranh giới của Đường Durand.

## Lịch sử
Yaghistan từng là trung tâm trong Phong trào Thư Lụa của Mahmud Hasan Deobandi. Khu vực này chưa bao giờ bị Raj thuộc Anh chinh phục và người dân và các bộ lạc trong vùng không thuộc quyền cai trị luôn giữ thái độ thù địch với người Anh.
Theo cuốn Bách khoa toàn thư về đạo Hồi, Yaghsitan "ám chỉ những nơi ẩn náu riêng biệt được Mujahideen dùng để chống lại chính quyền Anh trong suốt thế kỷ 19 và đầu thế kỷ 20, tại các khu vực bộ lạc độc lập khác nhau, chủ yếu là nơi sinh sống của người Pak̲h̲tūn [Pashtun], thuộc vùng nội địa gộp thành tỉnh Biên giới miền Tây Bắc (NWFP) của Ấn Độ thuộc Anh như Mohmand Agency, Bunēr, Dīr, Swāt, Kohistān, Hazāra và Čamarkand."

## Danh nhân
- Akbar Yaghistani, môn đệ và bạn đồng hành của Mahmud Hasan Deobandi tham gia vào Phong trào Thư Lụa